# Tay (rivier)
De Tay (Schots-Gaelisch: Tatha) is de langste Schotse rivier met een lengte van 193 kilometer. De rivier ontspringt bij de berg Ben Lui, 70 kilometer ten noordwesten van Glasgow en mondt uit in de Firth of Tay, nabij Perth. Het eerste gedeelte van de rivier wordt Fillan genoemd. Vanaf Loch Dochart wordt de rivier de Dochart genoemd en bij Killin volgt er een waterval genaamd Falls of Dochart, waarna de rivier Loch Tay bereikt. Bij Kenmore verlaat de rivier Loch Tay en gaat het verder onder de naam Tay. Het passeert onder andere nog Taymouth Castle en de plaatsen Aberfeldy en Dunkeld. Met 6.216 km² heeft de Tay ook het grootste stroomgebied van Schotland.
- Virtual International Authority File: 241569705